# Ferdinand Ellerman
Ferdinand Ellerman (Centralia (Illinois), 13 de mayo de 1869 - Los Ángeles (California), 20 de marzo de 1940), fue un constructor de instrumental astronómico y astrónomo estadounidense, colaborador a lo largo de toda su carrera del célebre astrónomo George Ellery Hale (1868-1938), e íntimamente ligado al desarrollo técnico de dos de los principales observatorios de los Estados Unidos: Yerkes y Monte Wilson.

## Semblanza

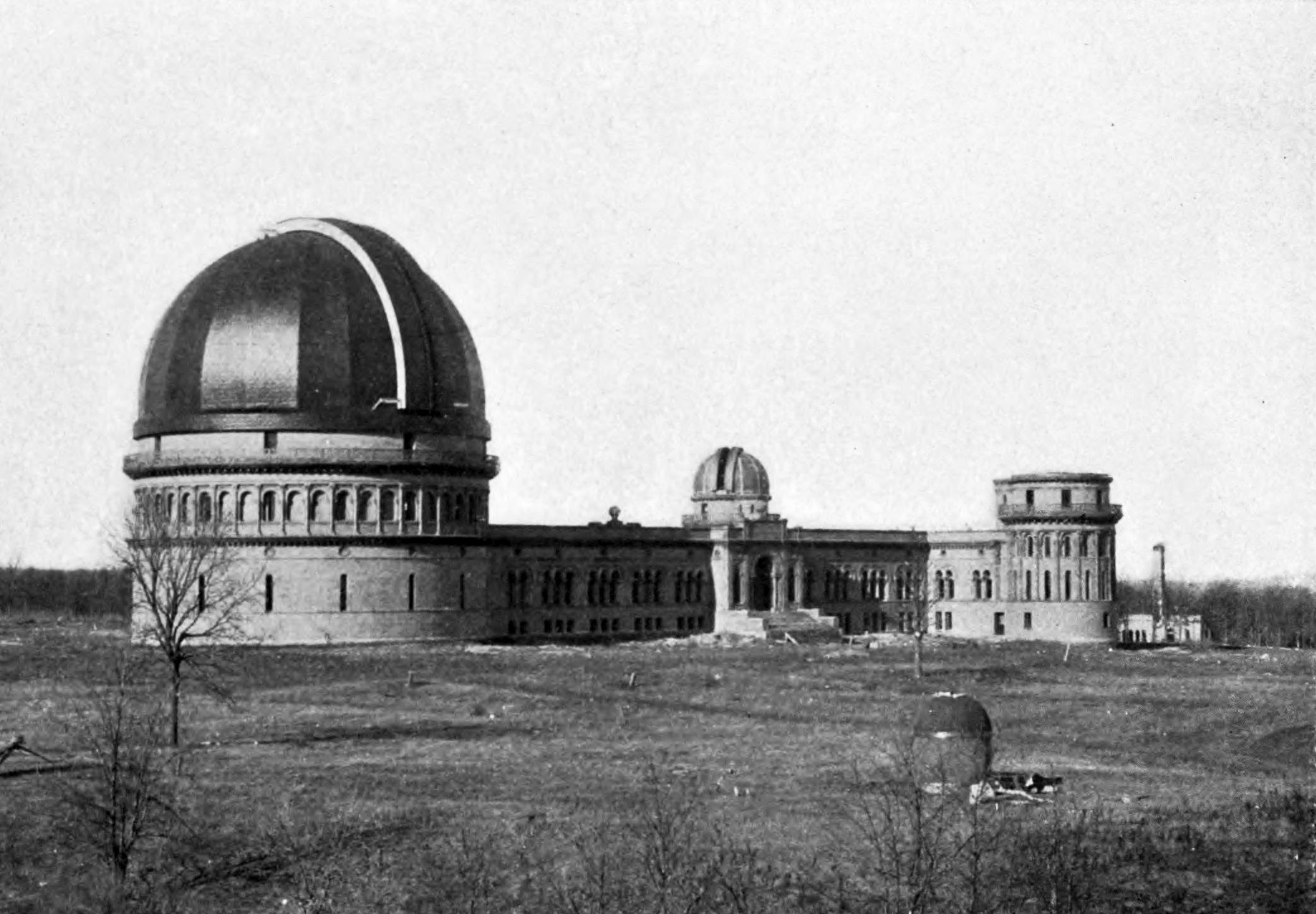
Observatorio Yerkes

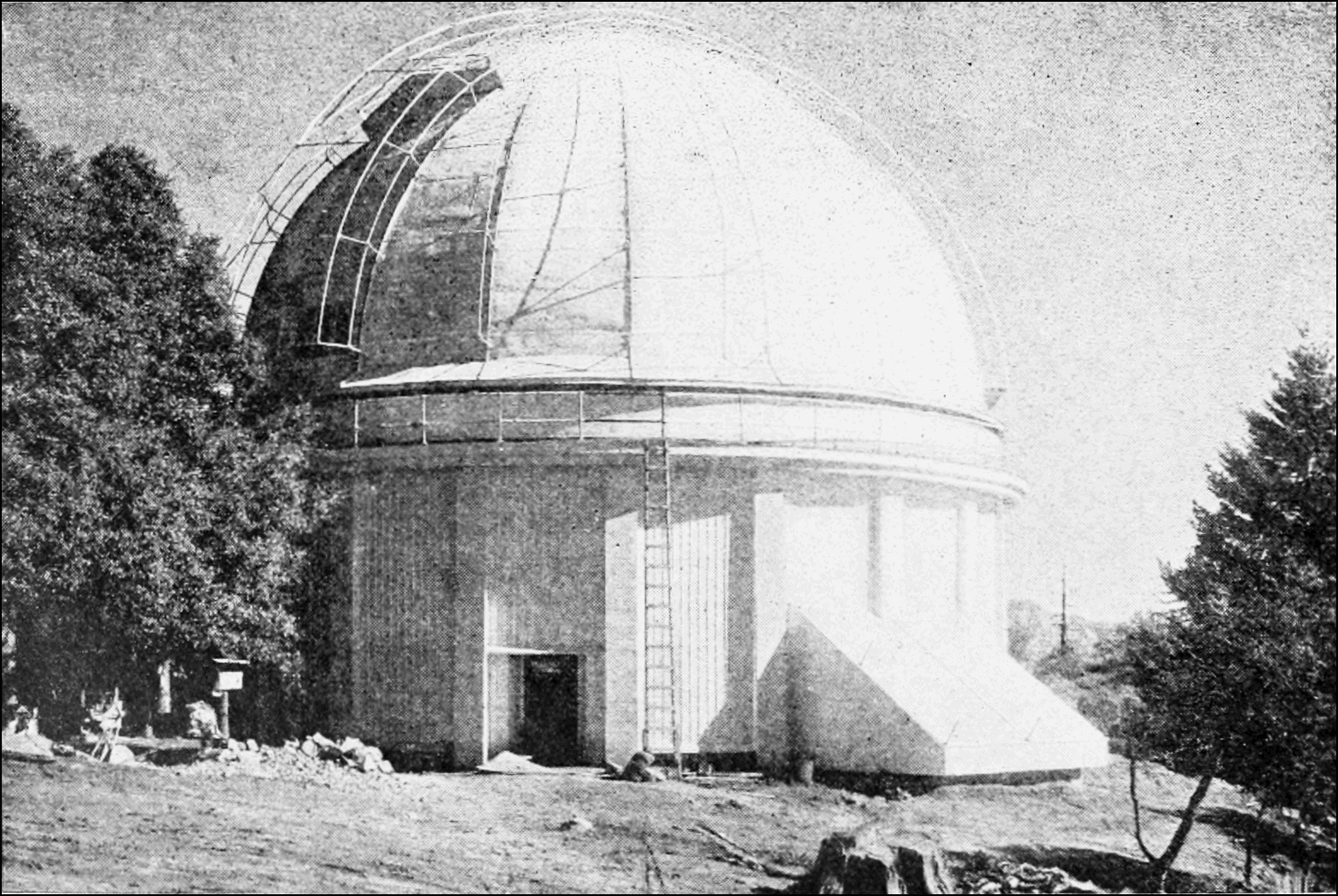
Observatorio Monte Wilson

Tras educarse en la escuela de su localidad natal de Illinois, Ellerman se trasladó a Chicago, donde comenzó a trabajar en la James S. Kirk Company, desarrollando un creciente interés por la fotografía y por todo tipo de máquinas-herramientas, para cuyo manejo estaba dotado de una extraordinaria habilidad. En esta época coincidió con el que sería famoso astrónomo George Ellery Hale, quien le ofreció en 1892 un puesto de asistente en su observatorio privado de Kenwood (un barrio de Chicago). Ellerman aceptó el puesto, colaborando con él durante 45 años (hasta 1938, cuando falleció Hale), y contribuyendo de forma notable a la brillante trayectoria de su después colega, centrada especialmente en la astrofísica solar.
Ellerman, con su capacidad y habilidad para fabricar instrumentos científicos, era el complemento perfecto de Hale, quien constantemente planteaba nuevas necesidades e ideas acerca de los dispositivos que utilizaban. El espectroheliógrafo construido por Ellerman según las especificaciones de Hale (instrumento clave en sus investigaciones), es un claro ejemplo.
Cuando se estableció el Observatorio Yerkes en 1895, intervino en el diseño y construcción de sus espectrómetros solares; participando así mismo en la realización de unas fotografías de los espectros de las estrellas de Secchi de cuarto tipo, de extraordinaria dificultad técnica.
A partir de 1904, y hasta su retirada en 1938, participó activamente en el desarrollo del instrumental de análisis del Observatorio del Monte Wilson, clave para la confección del primer mapa estelar producido en el observatorio.
Fue reconocido internacionalmente por sus extraordinarias fotografías del eclipse total de sol del 28 de mayo de 1900, viajando en 1910 a Honolulu para fotografiar el cometa Halley.
Sus instrumentos de observación permitieron descubrir en 1908 los vórtices de la superficie del Sol, relacionados con su intensa actividad magnética. En 1917 describió un tipo de micro deflagraciones solares que llevan su nombre, las Explosiones de Ellerman.
Notable aficionado a la fotografía, realizó numerosas instantáneas que han permitido documentar durante años la historia del desarrollo y crecimiento de los observatorios en los que trabajó. También participó en numerosos actos populares de difusión de la astronomía. A pesar de haber perdido la visión de un ojo en Yerkes, este hecho no condicionó el desarrollo de su trabajo. Buen jugador de golf, también disfrutaba con la práctica del montañismo.
Fue miembro de la Sociedad Astronómica del Pacífico y de la Sociedad Americana de Astronomía. En 1912 el Occidental College le otorgó una maestría honoraria por sus contribuciones a la astronomía. Estuvo casado con Hermine Hoenny, con la que tuvo una hija, Louise.

## Eponimia
- Las Explosiones de Ellerman, un tipo de micro deflagraciones solares que descubrió, llevan su nombre.
- Desde 1970 el cráter lunar Ellerman lleva este nombre en su memoria, de acuerdo con la nomenclatura de la UAI.[3]

## Lecturas relacionadas
- Biographical Encyclopedia of Astronomers. (Virginia Trimble, Thomas R. Williams y otros). Editor Springer Science & Business Media, 2007. ISBN 9780387304007. 1348 páginas.